# Laos en los Juegos Paralímpicos
Laos en los Juegos Paralímpicos está representado por el Comité Paralímpico de Laos, miembro del Comité Paralímpico Internacional.
Ha participado en seis ediciones de los Juegos Paralímpicos de Verano, su primera presencia tuvo lugar en Sídney 2000. El deportista Eay Simay logró la única medalla paralímpica del país en las ediciones de verano, al obtener en Pekín 2008 la medalla de bronce en levantamiento de potencia en la categoría de –48 kg.
En los Juegos Paralímpicos de Invierno Laos no ha participado en ninguna edición.

## Medallero

### Por edición
Juegos Paralímpicos de Verano
| Evento              | Oro | Plata | Bronce | Total |
| ------------------- | --- | ----- | ------ | ----- |
| Sídney 2000         | 0   | 0     | 0      | 0     |
| Atenas 2004         | –   | –     | –      | –     |
| Pekín 2008          | 0   | 0     | 1      | 1     |
| Londres 2012        | 0   | 0     | 0      | 0     |
| Río de Janeiro 2016 | 0   | 0     | 0      | 0     |
| Tokio 2020          | 0   | 0     | 0      | 0     |
| París 2024          | 0   | 0     | 0      | 0     |
| TOTAL               | 0   | 0     | 1      | 1     |

### Por deporte
Deportes de verano
| Evento                    | Oro | Plata | Bronce | Total |
| ------------------------- | --- | ----- | ------ | ----- |
| Levantamiento de potencia | 0   | 0     | 1      | 1     |
| TOTAL                     | 0   | 0     | 1      | 1     |